# Eindhovense Regionale Verplegings Omroep
De Eindhovense Regionale Verplegings Omroep (ERVO) was een lokale omroep in Eindhoven. De omroep is ontstaan uit de Eindhovense Verplegings Omroep (EVO) die werd opgericht op 12 mei 1960, de Dag van de Verpleging.
De ERVO zond zowel radio- als televisieprogramma's uit. Naast verschillende verzoekplatenprogramma's ook onder andere het programma Sport en Informatie. Hierin worden veel actualiteiten uit stad en omgeving en live de thuiswedstrijden van PSV en FC Eindhoven gemeld. Ook rechtstreeks waren de uitzendingen vanuit de Stadsschouwburg en het muziekcentrum Frits Philips.
Op 29 september 2017 werd de opheffing van de omroep aangekondigd met als opgegeven reden het gebrek aan nieuwe (jonge) vrijwilligers en budgettaire problemen. De vereniging werd opgeheven op 31 december 2017. 